# Stephen Dantes
Stephen Alexander Dantes (* 12. Dezember 1982 in Vieux Fort, St. Lucia) ist ein lucianischer Dichter und Schriftsteller, der als Redner bei verschiedenen Veranstaltungen in den Vereinigten Staaten, Kanada und St. Lucia aufgetreten ist. Er ist Jugend-Aktivist und bekannt für die Gedichte Fair Helen, Rude Boy Reality, The Land the People and the Bottle, Recreating History, Country Boys of Darban, Where I’m from there is No Freedom, What if Juliet Never Found Romeo und Ode to Love. Er ist außerdem der Begründer der ersten Sport-Homepage für die Karibik, SportCaraibe.net.

## Leben

### Jugend
Dantes wurde am Sonntag, 12. Dezember 1982 im Saint Jude’s Hospital in Vieux Fort geboren. Er wuchs in Darban, Choiseul auf und zog mit 16 Jahren nach Castries. Seine Eltern waren Marcella Dantes und Stephen Alexander Henry, ein Mechaniker. Sein Vater verließ die Familie jedoch bereits 1989. Dantes hat keinen Kontakt mehr zu seinem Vater, der seither in Kalifornien lebt.

### Schriftstellerei
Dantes verfasste sein erstes Gedicht (Life) in der Schule in Form-3 der Choiseul Secondary School. In Form-5 stellte er zusammen mit seinem Klassenkameraden Aaron W. Phillip ein Notizbuch mit Reggae-Songs zusammen. Phillip ist bereits verstorben. Im ersten Jahr seines A’Level (2000) verfasste er sein zweites Gedicht (Why is it I’m So Afraid?).
Im Februar 2013 schenkte Dantes zu den Feierlichkeiten zum Unabhängigkeitstag (Independence Day) dem Land St. Lucia zwei Gedichte: „Fair Helen“ und „The Land, The People and The Bottle“. Außerdem veröffentlichte er ein Comic, in welchem der Held eingekleidet ist mit den Nationalfarben. Er suchte nach Jugendlichen im Alter von 10–19, die einen Namen für den Helden vorschlugen.
Im Alter von 29 Jahren konnte er schon 14 Veröffentlichungen verzeichnen.
Dantes trat 2012 bei verschiedenen Anlässen als Dichter in St. Lucia auf und unternahm ebenfalls eine Schul-Tour um Jugendliche zu ermutigen. Er trat unter anderem in Vide Bouteille Secondary, Choiseul Secondary, Soufriere Secondary, Saltibus Combined und Banse La Grace Combined auf.
Weitere Auftritte hatte er bei Word Alive, Annual National Telethon St. Lucia, Saint Lucian Writers Forum, St. Lucia, sowie in New York, Georgia, Ottawa, Kanada, Barbados und bei verschiedenen Fernseh- und Radiosendern.

## Auszeichnungen
- 2017; Most Outstanding Teacher in Creative Arts 2016, Education District 3 - Government of St. Lucia[3]
- 2013; 34th Independence Anniversary Award for Contribution to the Arts, Education District 7 – Government of St. Lucia
- 2013; Most Outstanding Youth in Literary Arts 2012, Choiseul Youth and Sports Council
- 2012; Most Outstanding Youth in Literary Arts 2011 (Government of St. Lucia, National Youth Council)
- 2011; Voice of the Youth, St. Lucia (YO! Magazine)
- 2010; Awarded as “Most Requested Guest Performer”, (St. Lucia Writer’s Forum)
- 2007; Winner of Award for Research for Secondary School Teacher Education, (Sir Arthur Lewis Community College, St. Lucia)[5]
- 2006; 2nd Place Winner in Spoken Word, (St. Lucia Annual National Arts Festival)
- 1999; Most Outstanding Student in Technical Drawing, (Choiseul Secondary School)

## Bibliographie
Auszug aus der Homepage stephendantes.net:
- The Enchanting Excerpts
- The Last Enchantment
- Hindsight[7]
- The love Doctor[8]
- The Alter Ego[9]
- Lucian Chronicles[10]
- Silent Defeat Bitter Confrontation[11]
- Soul mates; Confessions of a Stoic[12]
- Letters to my Son[13]
- Creole Chapbook 1[14]
- Thoughts[15]
- Exit Mic Still Hanging[16]
- All Black Everything[17]
- Is it Love?...  a triangle gone square[18]

In Veröffentlichung:
- Is it Love? 2… Happily Never After
- Jesus and me
- Questions and Answers
- Truth Hurts
- The Dantes Philosophy of Love

## Erwähnungen
- St. Lucia National Archives.
- The Voice Newspaper – St. Lucia.
- Is it Love. Abgerufen am 17. März 2017.
- Yahoo! News.
- Bell Média: 580 CFRA. Abgerufen am 17. März 2017.
- Is It Love? by Stephen A. Dantes on iBooks. Abgerufen am 17. März 2017.
- Book of The Week – Stephen Dantes. Abgerufen am 17. März 2017.
- Youth Awards. thevoiceslu.com.
- Musicians mark St Cecilia's Day - The St. Lucia STAR. 26. November 2012, abgerufen am 17. März 2017.

Christopher Kessell: DFL Love tales p1. via YouTube, 14. Februar 2013, abgerufen am 17. März 2017.
- Rogers tv. Abgerufen am 17. März 2017.
- Yo Magazine.
- Scruffy TV.
- Truth Or Lie - Stephen Dantes. Abgerufen am 17. März 2017.
- Authorsxpress. Abgerufen am 17. März 2017.
- Author Stephen A. Dantes Says that „All we need is love“. Abgerufen am 17. März 2017.
- Amazon.com: Stephen A. Dantes: Books, Biography, Blog, Audiobooks, Kindle. Abgerufen am 17. März 2017.
- Linkedin.
- Stephen A. Dantes. Abgerufen am 17. März 2017.
- Love vs Lust • Relate Magazine. Abgerufen am 17. März 2017.
- Stephen Dantes a Bright Spark Lighting u the St Lucian Literary Scene Kenwood Travel, kenwoodtravel.com.
- Sunshine Bookstore list of authors Open.Uwi.Edu
- Alliance Francaise
- St. Lucia has a new superhero. 24. Mai 2012, abgerufen am 17. März 2017.
- Michael Geffner: Mike Geffner Presents The Inspired Word: Oveous Maximus Headlines! + Writer Stephen A. Dantes & Open Mic - Thursday, Sept. 29. 25. September 2011, abgerufen am 17. März 2017.
- Latest News. Abgerufen am 17. März 2017.
- Stephen Dantes. Abgerufen am 17. März 2017.
- Barnes & Noble: No Results Page. Abgerufen am 17. März 2017.
- Songlust.com. Abgerufen am 17. März 2017.
- Dantes Design. Abgerufen am 17. März 2017.